# オイゲニチン
オイゲニチン (Eugenitin) は、クローブに含まれるクロモンの誘導体である。また、菌類のシリンドロカルポン属sp. C.M.I. 127996からも単離されている。

## 合成
オイゲニチンは、1952年にスタニスワフ・コジエロフスキによるC-メチルフロロアセトフェノンの酢酸ナトリウム-無水酢酸環化を用い、また1953年にビスナギン、ケリン、ケロールを用いて合成された。